# Sydney Penny
Sydney Margaret Penny (Nashville (Tennessee), 7 augustus 1971), is een Amerikaanse actrice.

## Biografie
Penny is een dochter van muzikale entertainers, en heeft verder nog twee broers en twee zussen. Als Penny meeging naar een optreden sprong ze op jonge leeftijd het podium op om mee te gaan zingen met haar ouders. Op 6-jarige leeftijd speelde ze al in tv-commercials en op 8-jarige leeftijd speelde ze haar eerste rol in de film The Night Rider (1979). Penny is voornamelijk bekend van haar rollen in soapseries zoals Santa Barbara (1992-1993 → 34 afl), The Bold and the Beautiful (2003-2005 → 117 afl) en All My Children (1993-2008 → 151 afl).
Penny heeft van oorsprong Hongaars, Schots-Iers, Engels en Cherokees bloed. 
Penny is in 1995 getrouwd en heeft uit dit huwelijk een kind (2007). Ze leven in New York en hebben nog twee huizen in Californië. 

## Award Overzicht
Penny is in het verleden verschillende keren genomineerd voor een Filmprijs:

### Young Artist Awards
- 1983 categorie: Beste Jonge Actrice in een Film voor TV – film The Patricia Neal Story (1981) – genomineerd
- 1983 categorie: Beste Jonge Actrice in een Film voor TV – film The Capture of Grizzly Adams ( 1982) – genomineerd
- 1983 categorie: Beste Jonge Actrice in een Film voor TV – film The Circle Family (1982) – genomineerd
- 1984 categorie: Beste Jonge Actrice in een Film voor TV – film The Thorn Birds (1983) – gewonnen
- 1985 categorie: Beste Jonge Actrice in een Gastrol in een Televisieserie – televisieserie Silver Spoons (1982) – genomineerd
- 1986 categorie: Beste Optreden door een Jonge Actrice in een Film – film Pale Rider (1985) – gewonnen

### Soap Opera Digest Awards
- 1993 categorie: Beste Vrouwelijke Nieuwkomer in een Televisieserie – televisieserie Santa Barbara (1984) – genomineerd
- 1995 categorie: Beste Jonge Actrice met een Hoofdrol in een Televisieserie – televisieserie All My Children (1993) – genomineerd
- 1996 categorie: Beste Liefdes relatie in een Televisieserie – televisieserie All My Children (1993) – gewonnen

### Daytime Emmy Award voor beste dramaserie
- 1993 categorie: Beste Jonge Actrice in een drama serie – televisieserie Santa Barbara (1984) – genomineerd
- 1995 categorie: Beste Jonge Actrice in een drama serie – televisieserie All My Children (1993) – genomineerd

## Filmografie

### Films
- 2022 Birdies - als Sarah
- 2017 Mountain Top - als rechter Coberg
- 2016 Heritage Falls - als Heather Fitzpatrick
- 2015 Killer Crush - als Gabby Emery
- 2013 Heart of the Country - als Candace
- 2013 The Perfect Summer - als Alyssa
- 2012 Little Red Wagon - als Ashley Lagare
- 2012 Dark Canyon - als Madeleine Donovan
- 2012 The Wife He Met Online - als Georgia
- 2010 The Wish List – als Chloe
- 2006 Hidden Places – als Eliza Monteclaire White
- 2005 McBride: The Doctor is Out... Really Out – als Daphne Blake
- 2001 Largo Winch: The Heir – als Joy Arden
- 1998 Enchanted – als Natalie Ross
- 1998 The Pawn – als Megan
- 1997 Smoke Screens – als Corrine
- 1996 Hearts Adrift – als Max Deerfield
- 1991 Child of Darkness, Child of Light – als Margaret Callagher
- 1990 In the Eye of the Snake – als Malika
- 1989 La Passion de Bernadette – als Bernadette
- 1988 Bernadette – als Bernadette Soubirous
- 1988 La Ciociara – als Rosetta
- 1986 Hyper Sapien: People from Another Star – als Robyn
- 1986 News at Eleven – als Melissa Kenley
- 1985 Pale Rider – als Megan Wheeler
- 1985 The Fourth Wise Man – als Shameir
- 1983 Two Kinds of Love – als Elizabeth
- 1983 The Last Leaf – als Susan
- 1982 The Capture of Grizzly Adams – als Peg Adams
- 1982 The Circle Family – als ??
- 1981 The Patricia Neal Story – als Tessa Dahl
- 1981 Through the Magic Pyramid – als prinses Ankelsen
- 1981 Dear Teacher – als Gloria
- 1981 It’s Magic, Charlie Brown – als Lucy van Pelt (stem)
- 1981 The Big Stuffed Dog – als Lily
- 1979 The Night Rider – als Melissa Hollister

### Televisieseries
Uitgezonderd eenmalige gastrollen.
- 2014 - 2015 Pretty Little Liars - als Leona Vanderwaal - 2 afl.
- 2011 Days of our Lives - als dr. Liv Norman - 7 afl.
- 1993 – 2008 All My Children – als Julia Santos – 152 afl.
- 2003 – 2005 The Bold and the Beautiful – als Samantha Kelly – 117 afl.
- 2001 – 2003 Largo Winch – als Joy Arden – 35 afl.
- 2000 Beverly Hills, 90210 – als Josie Oliver – 4 afl.
- 1998 – 1999 Hyperion Bay – als Jennifer Worth – 17 afl.
- 1992 – 1993 Santa Barbara – als B.J. Walker – 34 afl.
- 1986 – 1988 The New Gidget – als Danielle Collins-Griffin – 3 afl.

- Biblioteca Nacional de España: XX4970647
- Gemeinsame Normdatei: 1084789078
- International Standard Name Identifier: 0000 0001 1847 8457
- Library of Congress Control Number: no2003014350
- Nationale Bibliotheek van Tsjechië: xx0183397
- Virtual International Authority File: 169602290
- WorldCat: E39PBJw4D3rpfXJ8FCcqJPdqQq